# Sönke Lieberam-Schmidt
Sönke Lieberam-Schmidt (* 1969 in Hamburg) ist ein deutscher Ökonom, Wirtschaftsinformatiker und Unternehmensberater. Er ist Professor für Informationsmanagement an der Hochschule Hannover. 

## Leben
Sönke Lieberam-Schmidt wuchs als Sohn eines Agrarwissenschaftlers und einer Hauswirtschaftslehrerin auf dem landwirtschaftlichen Betrieb Hof Lohbrügge in Reinbek auf. Nach dem Abitur an der Sachsenwaldschule Reinbek und dem Wehrdienst studierte Lieberam-Schmidt Betriebswirtschaftslehre und Informatik an der Christian-Albrechts-Universität Kiel und der Brest Business School. 
Als Unternehmensberater bei Accenture in Deutschland, in der Schweiz, in den Niederlanden und in Frankreich arbeitete Lieberam-Schmidt u. a. an der Erstellung des elektronischen Börsenhandelssystems Xetra der Deutschen Börse AG. Er forschte an der Universität Siegen im Bereich Web-Suchalgorithmen und wurde dort im Fach Wirtschaftsinformatik promoviert.
2011 folgte Lieberam-Schmidt einem Ruf der Hochschule Hannover auf die Professur Betriebswirtschaftslehre im Informationsmanagement. Zu seinen Lehr- und Forschungsgebieten gehören Blockchain-Technologien und Wissensmanagement.
Sönke Lieberam-Schmidt ist verheiratet und hat drei Kinder.

## Publikationen (Auswahl)
- Lieberam-Schmidt, Sönke: Analyzing and Influencing Search Engine Results - Business and Technology Impacts on Web Information Retrieval. Springer Gabler, Wiesbaden 2010.